# سوپر لوکس (فیلم)
سوپر لوکس (به انگلیسی: Super Deluxe) فیلمی هندی محصول سال ۲۰۱۹ و به کارگردانی تیاگاراجان کوماراراجا است. در این فیلم بازیگرانی همچون فهد فاضل، ویجی ستوپاتی، سامانتا روت پرابو، رامیا کریشنان، مایسکین، گایاتری، آشوانت آشوکومار، باگواتی پرومال و سومان ایفای نقش کرده‌اند.